# العقه
العقه (به عربی: العقة) یک منطقهٔ مسکونی در امارات متحده عربی است که در امارت فجیره واقع شده‌است.